# Ralph Copeland
Ralph Copeland (Woodplumpton, Preston, Lancashire, 3 de setembro de 1837 — Edimburgo, 27 de outubro de 1905) foi um astrônomo inglês e o terceiro Astrônomo Real da Escócia.
Passou cinco anos na Austrália, para onde foi em 1853 e onde despertou seu interesse por astronomia. Retornou em 1858 para seguir uma carreira de engenheiro.
Ansioso para prosseguir seus interesses astronômicos, Copeland construiu um pequeno observatório, desistiu da engenharia e então viajou para a Alemanha para estudar astronomia na Universidade de Göttingen de 1865 a 1867, onde permaneceu ate 1869, quando obteve um [[Doutoramento|doutorado. Quando retornou à Inglaterra foi astrônomo assistente de William Parsons (Lord Rosse) de 1871 a 1874. mais tarde indicou diversos astrônomos alemães como assistente, dentre eles Oswald Lohse.
Copeland foi um frequente participante de expedições e observou os trânsitos de Vênus de 1874 e 1882 de Maurício e Jamaica, respectivamente, e realizou outras observações astronômicas da Groelândia.
Em 29 de janeiro de 1889 Copeland tornou-se Astrônomo Real da Escócia, trabalhando primeiro no Observatório da Cidade de Edimburgo. Foi incumbido de encontrar um local para um novo observatório, escolhendo Blackford Hill, Edimburgo, que foi aberto em 1896.
Copeland trabalhou como Astrônomo Real até sua morte em 1905. Foi sepultado no Cemitério Morningside em Edimburgo.
Copeland descobriu trinta e cinco objetos NGC, a maior parte deles com o telescópio refletor de 72 polegadas de Lord Rosse. Nebulosas planetárias foram encontradas por espectroscopia visual. Sete das galáxias na constelação Leo formam o famoso "Septeto Copeland": NGC 3745, 3746, 3748, 3750, 3751, 3753 e 3754.